# もんしろちょう (國府田マリ子の曲)
「もんしろちょう」は、声優の國府田マリ子が出した4thマキシシングルである（8cmシングルも含めると15枚目のシングル）。品番はKICM-1014。

## 収録曲
1. もんしろちょう
  - 作詞・作曲：松本タカヒロ、編曲：亀田誠治
2. 出逢った頃に
  - 作詞：國府田マリ子、作曲：西脇辰弥＆井上うに、編曲：西脇辰弥
3. 吹く風の中で
  - 作詞：國府田マリ子、作曲：井上うに、編曲：西脇辰弥